# 1301

## Събития
- Данте Алигиери е изпратен в изгнание от Флоренция.

## Родени
- 7 октомври – Александър II, велик княз на Владимирско-Суздалското княжество († 1339)

## Починали
- 14 януари – Андраш III, крал на Унгария (р. ок. 1265)